# Vivere! (film 1937)
Vivere! è un film del 1936 diretto da Guido Brignone.
Il film riscosse un ottimo successo di pubblico, tanto che l'anno successivo la coppia Schipa-Boratto fu nuovamente diretta da Brignone nell'analogo Chi è più felice di me!.

## Trama
La figlia di Tito, un tenore, sposa un amico del padre contro il suo volere, per cui i rapporti tra i due si fanno difficili. Quando però la figlia, a causa di un incidente, giunge in pericolo di vita, il padre per sostenerla le canta al telefono la sua canzone preferita ed i due si riappacificano.

## Colonna sonora
Le canzoni Vivere e Torna piccina!, firmate da Cesare Andrea Bixio, divennero molto famose e furono interpretate da celebri cantanti, oltre che dal tenore Tito Schipa (che le eseguiva nel film). È inoltre presente nel film la canzone Romantico Slow, di Domenico Cortopassi.

## Distribuzione
Il film fu distribuito nelle sale cinematografiche italiane il 30 dicembre del 1936, mentre all'estero circolò a partire dal 1938, distribuito dalla MGM.